# Cine Palacio
El Cine Palacio fue un edificio situado en el centro histórico de la ciudad española de Getafe.

## Historia y características
Estaba situado en el número 5 de la calle Ramón y Cajal. Construido en estilo racionalista e inaugurado en 1935, fue la primera sala de cine estable de la ciudad de Getafe.
El recinto, que podía albergar a 750 espectadores, cerró en la década de 1990 con la llegada de las multisalas de cine.
Su fachada, simétrica, presentaba dos cuerpos separados por una marquesina, y fue restaurada en 2014 por el Ayuntamiento de Getafe, insertando un smiley. El edificio, que carecía de protección, fue derribado en julio de 2016.